# Т. Г. Шевченко (теплоход, 1991)
Т. Г. Шевченко (до 1992 года — Тарас Шевченко) — комфортабельный четырёхпалубный теплоход типа Дмитрий Фурманов, проект 302МК/BiFa129M, построенный на немецкой судоверфи Elbewerft Boizenburg в Бойценбурге, в ФРГ в 1991 году. Судно было названо в честь украинского художника, поэта и прозаика Тараса Шевченко.

## История
Судно под заводским номером 303 было построено в сентябре 1991 года на верфи Elbewerft Boizenburg в Бойценбурге, ФРГ и передано в находящееся в Херсоне Днепровское речное пароходство в 1991 году под именем Тарас Шевченко и стало единственным судном проекта 302МК попавшим в СССР, оставшиеся три судна были достроены и проданы в Китай, китайской компании Regal China Cruises, а последнее судно было перестроено на стапеле и в недостроенном виде отправлено в Голландию.
Межотраслевое государственное объединение Укрречфлот и позднее фирма АСК УкрРечФлот использовали судно до 2010 года на Днепре и Чёрном море на линии Киев-Севастополь-Одесса-Стамбул (Турция) с возвращением в Киев. В 2003 году к 300-летию Санкт-Петербурга был совершён первый уникальный рейс под украинским флагом по рекам России, по маршруту Констанца — Усть-Дунайск порт (Вилково) — Ялта — Херсон — Запорожье — Днепропетровск — Ростов-на-Дону — Ильевка — Волгоград — Саратов — Нижний Новгород — Чебоксары — Ярославль — Санкт-Петербург — Кижи и обратно. Капитаном судна (по состоянию на 2003 год) являлся Анатолий Иванович Кот.
В виду тяжёлого экономического положения Украины судно было продано транспортному предприятию из Казахстана ТОО Каспий Ак Желкен. В ноябре 2010 года судно Т. Г. Шевченко вышло в море под флагом Казахстана, став стоечным судном и гостиницей для нефтяников, а портом приписки стал Актау. В 2018 году теплоход был выкуплен ростовской фирмой АО "Донинтурфлот", модернизирован в 2019–2020 годах, и к навигации 2023 года возвращён на рынок речных круизов под названием "Александра".

## На борту
Все комфортабельные одно- и двухместные каюты снабжены душем, туалетом, кондиционером, холодильником и внутренним телефоном. На борту судна имеются сауна, салон красоты и сувенирный киоск. Два элегантных ресторана: «Oдессa» (62 места) на верхней палубе и «Киев» (170 мест ) на средней палубе — позволяют одновременно питаться всем пассажирам теплохода, бары Sky (80 мест) на солнечной палубе и Panorama (50 мест) на верхней палубе предлагают напитки и великолепный вид. В 1996 году на борту Тараса Шевченко проводился Летний кубок КВН.

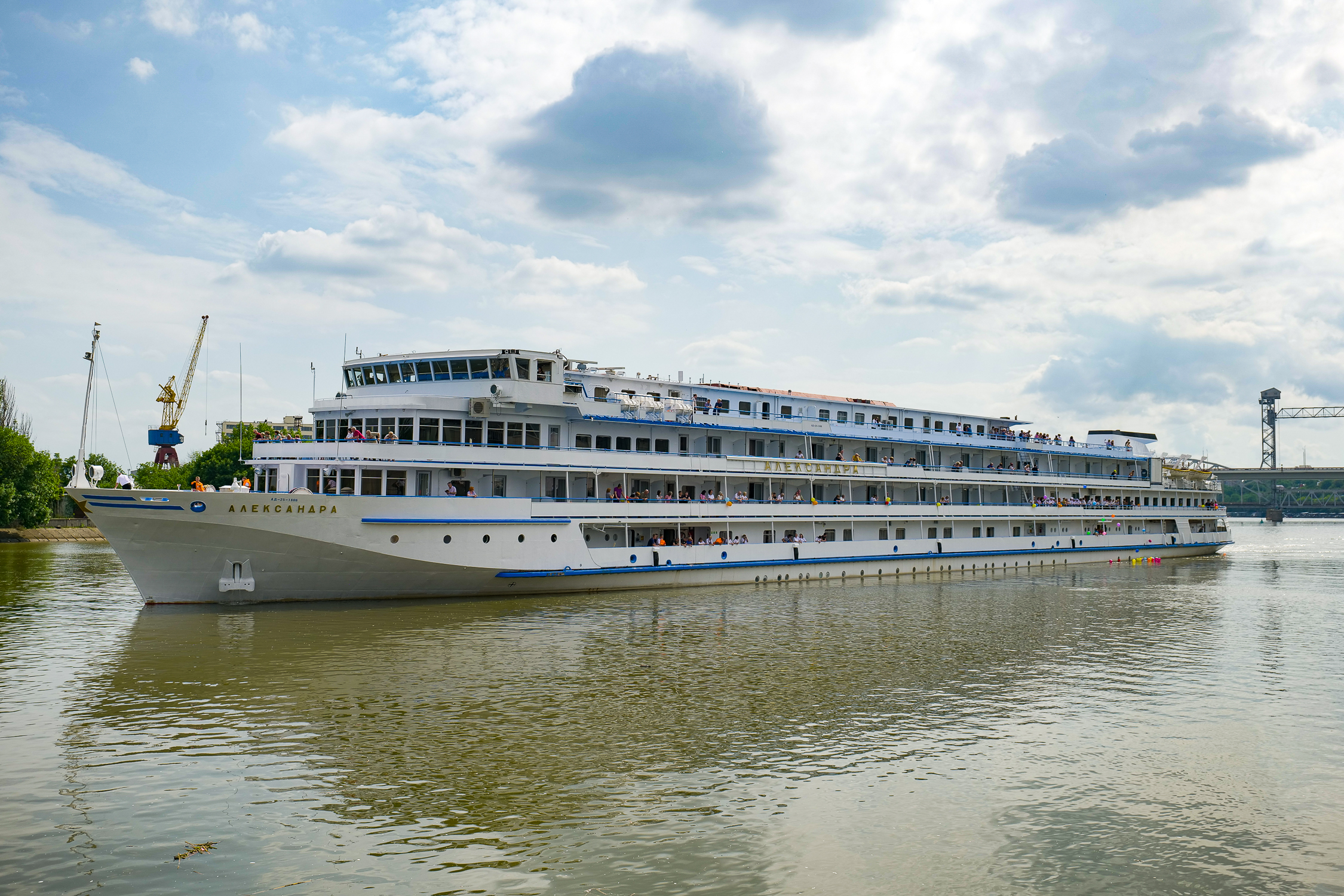
Теплоход "Александра", Ростов-на-Дону, старт навигации, 3 июня 2023 г.